# Бьорк, Самюэль
Самуэль Бьорк (норв. Samuel Bjørk; 12 мая 1969, Стейнхьер, Норвегия) — псевдоним норвежского писателя и музыканта, автора детективных триллеров Фреде Сандер Ойена (норв. Frode Sander Øien).

## Биография
Фреде Сандер Ойен — норвежский музыкант, писатель и драматург. Он играл в группе I Love Wynona, а ранее был одним из лидеров группы Sander Finger.
Родился и вырос в городке Стейнхьер, коммуны Нур-Трёнделаг, где основал свой первый коллектив Flippa Hormones вместе с другом Бентом Сазером.
В 2001 году опубликовал своё первое литературное произведение — пьесу о жизни современной молодежи Fantastiske Pepsi Love. В 2006 году по этой пьесе был поставлен спектакль в театре Trøndelag Teater (Тронхейм).
В настоящее время писатель проживает и работает в Осло.
В 2013 году под псевдонимом Самуэль Бьорк написал и опубликовал книгу «Я путешествую одна». Эта книга стала первой в серии о детективах Мии Крюгер и Холгере Мунке, книга была издана в 22 странах.
В 2015 году в Норвегии вышла его вторая книга из данной серии — Uglen (Сова), продолжающая историю Холгера Мунка и Мии Крюгер. Третья книга цикла под названием "Мальчик в свете фар" издана в 2019 году.
Роман «Я путешествую одна» переведен на 22 языка и признан мировым бестселлером по версии ряда авторитетных журналов, критики сравнили Бьорка с выдающимися скандинавскими писателями, такими как Стиг Ларссон. В России роман издан в 2015 году издательством АСТ.